# کریستف دینتسنهوفر
 کریستف دینتسنهوفر (چکی: Kryštof Dientzenhofer؛ ۷ ژوئیهٔ ۱۶۵۵ – ۲۰ ژوئن ۱۷۲۲) یک معمار اهل آلمان بود.